# Julius von Pflugk-Harttung
Julius von Pflugk-Harttung (Heiligengrabe, 8 novembre 1848 – Berlino, 5 novembre 1919) è stato uno storico tedesco.

## Biografia
Nacque a Wernikow e servì come soldato durante la guerra franco-prussiana. Studiò storia e filologia presso le università di Bonn, Berlino e Gottinga. Nel 1877 ottenne la sua abilitazione presso l'Università di Tubinga, dove poco dopo diventò professore associato. Nel 1886 fu nominato professore di storia a Basilea. Da qui andò a Berlino, dove nel 1893 diventò capo dell'Archivio Segreto di Stato.

## Opere
- Studien zur Geschichte Konrads II (1876–77).
- Norwegen und die deutschen Seestädte (1887).
- Acta Pontificorum Romanorum Inedita, 748-1198 (1879–88)
- Iter Italicum (1883).
- Allgemeine Weltgeschichte (Berlin: G. Grote, 1884-1892).
- Krieg und Sieg 1870-71 (1895).
- Napoleon I. Revolution und Kaiserreich (1900).
- Die Bullen der Päpste bis zum Ende des 12. Jahrhunderts (1901).
- Weltgeschichte (6 volumi, 1907–10).
- Das Befreiungsjahr 1813 (1913).
- Belle-Alliance-verbündetes Heer (1915).